# オリンピア (企業)

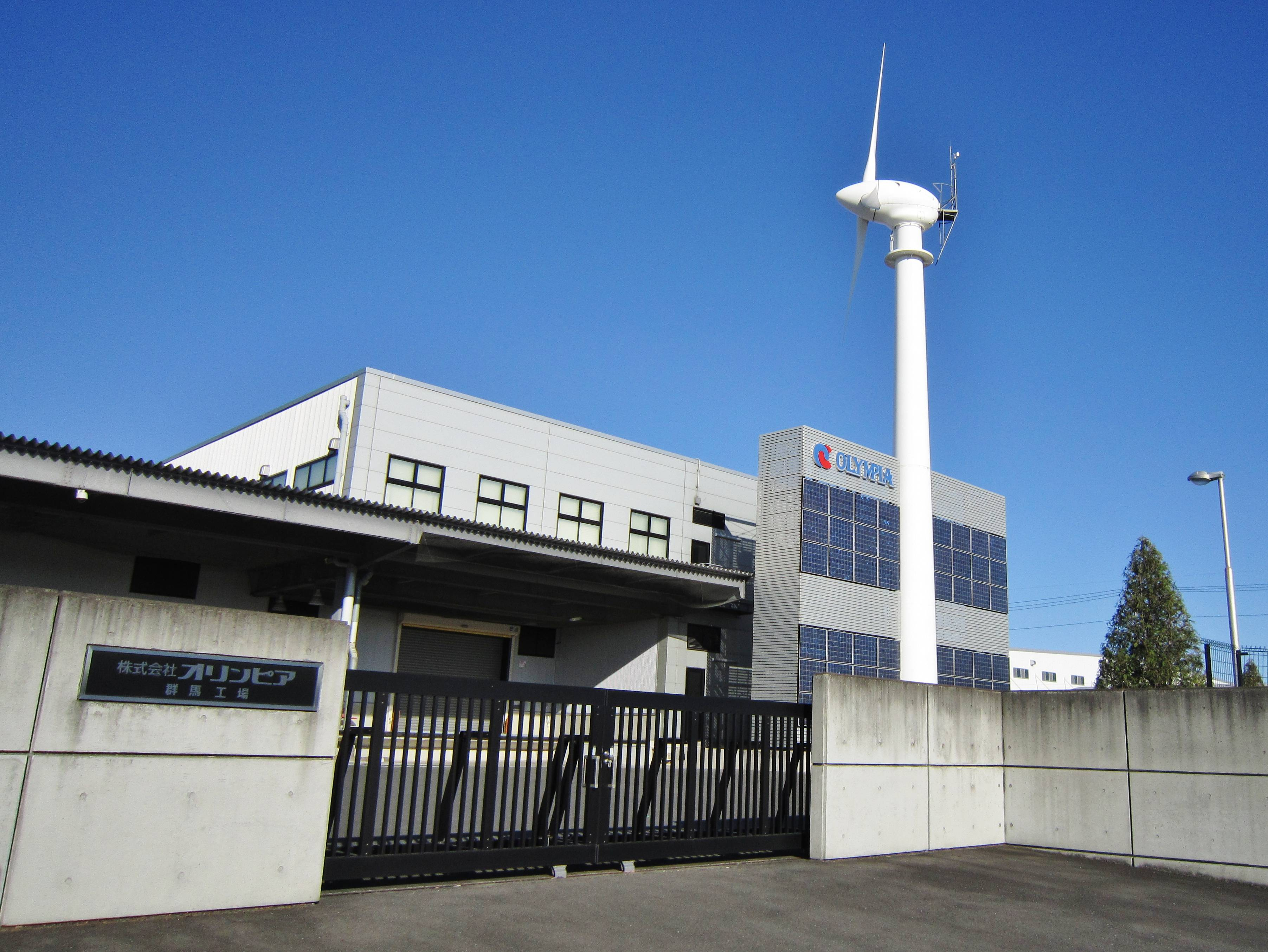
群馬県伊勢崎市にあるオリンピア群馬工場。風力発電・太陽光発電設備を導入している。

株式会社オリンピア（英: OLYMPIA CO., LTD.）は、東京都台東区に本社を置くパチンコ・パチスロメーカー。株式会社平和の完全子会社。
2007年よりパチンコ機の開発・販売にも進出。

## 平和との関係
2000年に平和と資本提携を結び、資本提携後は平和が販売するパチスロ機の開発をしていた（『主役は銭形』など）。
2002年「ゴルゴ13」よりパチンコの製造を開始（平和申請）。2003年2月、オリンピア製販売代理店向けブランド「GOLD」として「ジュピタークイーン」を発表。2005年日工組に加盟し、自社でのパチンコ製造開始。2006年3月、オリンピア製平和販売のブランドとして「平和BROS」を設立。2006年5月には「GOLD」ブランドをフィールズとの本格業務提携に合せて「GOLDオリンピア」に改名、2006年8月オーイズミと業務提携し、オリンピア製オーイズミ販売の新ブランド「オーイズミNEO」が誕生するなど、近年は平和以外の企業との関係を強める動きも見られた。
2007年8月1日付で平和が株式交換方式でオリンピアの全株式を取得し完全子会社化した一方で、従来オリンピアの筆頭株主であった株式会社石原ホールディングスが平和の経営権を取得したため、事実上オリンピアが平和を買収した格好となった。
その後2009年にはオリンピアの営業・販売部門を平和に分割譲渡しており、これ以降パチンコ機種の発売がストップしている他、オリンピアで発売された「CR元祖!大江戸桜吹雪」の後継機「CR元祖!大江戸桜吹雪2」が平和から発売されたり、長らく平和から発売されていたパチスロのアントニオ猪木シリーズの最新機種「アントニオ猪木が元気にするパチスロ機」がオリンピアから発売されたりするなどしている。

## パチスロ機種一覧
機種名前後の※印は、ゴールドオリンピアブランドから発売の機種（旧・GOLDブランドを含む）

### 3号機以前（主要機種）
- 1986年 - スターダスト（1号機）、ビキニ（1号機・初の沖スロ）
- 1988年 - バニーガール（2号機）
- 1990年 - スーパーバニーガール（2号機）
- 1992年 - バニーX.O（3号機)

### 4号機（主要機種）
- 1994年 - プレイガールV（初の4号機）
- 1996年 - コブラII（初のタイアップ機）
- 1997年 - ファイナルバニー
- 1998年 - ビーキッズクラブ、リトルパイレーツ（コナミと共同開発）、ビーナスライン（初の7ライン機）
- 1999年 -スーパースターダスト
- 2000年 - ホットロッドクイーン
- 2001年 - 南国物語、レースクイーン2（AR機）、島唄-30、トリックモンスター（初のAT機）
- 2002年 - スペースバニー、花伝説、※ジュピタークイーン
- 2003年 - 島娘-30、爆風、※黄金神
- 2004年 - 南国育ち、お見事!サブちゃん
- 2005年 - ジェロニもんS、ヒデキに夢中!!、ニュー島唄-30
- 2006年 - ※キングオブマウス

### 5号機
| 機種名                                                | 発売年月   | 備考                                                  |
| ----------------------------------------------------- | ---------- | ----------------------------------------------------- |
| ルーニー・テューンズ:バック・イン・アクション ※       | 2006年5月  | 初の5号機                                             |
| 南国娘                                                | 2006年9月  |                                                       |
| めぞん一刻                                            | 2006年11月 |                                                       |
| 南国美人                                              | 2007年1月  |                                                       |
| 空手バカ一代 ※                                        | 2007年1月  |                                                       |
| ランボー怒りのパチスロ ※                              | 2007年3月  |                                                       |
| 怪傑ハリマオ ※                                        | 2007年7月  |                                                       |
| ビーキッズクラブ                                      | 2007年9月  |                                                       |
| マジックモンスター2                                   | 2007年11月 |                                                       |
| 島育ち                                                | 2008年1月  |                                                       |
| 真・三國無双 ※                                        | 2008年3月  | 型式名「真・三國無双S」                               |
| 花伝説-30                                             | 2008年3月  |                                                       |
| キャッツアイ                                          | 2008年9月  |                                                       |
| 南国育ち                                              | 2008年11月 |                                                       |
| エースをねらえ! ※                                     | 2009年4月  |                                                       |
| めぞん一刻〜あなたに会えて、本当によかった〜          | 2009年8月  |                                                       |
| 島唄                                                  | 2009年11月 |                                                       |
| I am KONISHIKI ※                                      | 2009年11月 |                                                       |
| 続・お見事!サブちゃん                                 | 2010年3月  |                                                       |
| ノーマルだよ!サブちゃん                               | 2010年3月  |                                                       |
| 南国育ちスペシャル                                    | 2010年6月  |                                                       |
| パチスロゴルゴ13 あの男に連絡だ!                      | 2010年8月  |                                                       |
| アントニオ猪木が元気にするパチスロ機                  | 2010年11月 |                                                       |
| 真・三國無双                                          | 2011年2月  | 型式名「真・三國無双4G」                              |
| パチスロ鉄拳伝タフ 2nd ROUND                          | 2011年4月  | オーイズミNEOから発売されたパチスロ鉄拳伝タフの後継機 |
| ドラゴノーツ -ザ・レゾナンス-                         | 2011年5月  |                                                       |
| 蝶々乱舞                                              | 2011年6月  |                                                       |
| パチスロ黄門ちゃま〜光れ! 正義の印籠編〜              | 2011年8月  |                                                       |
| 探偵物語TURBO                                         | 2011年9月  |                                                       |
| ウイングマン                                          | 2011年9月  |                                                       |
| キャッツ・アイ -恋ふたたび                            | 2011年11月 |                                                       |
| 不二子〜100億$の女神〜                                | 2012年1月  |                                                       |
| 新・ドロンジョにおまかせ                              | 2012年2月  |                                                       |
| ねぇ〜ねぇ〜島娘                                      | 2012年4月  | 業界初の「高純増AT機」仕様                            |
| めぞん一刻〜夏色の風と〜                              | 2012年7月  |                                                       |
| キュインぱちすろ南国育ち 1st vacation                 | 2012年10月 |                                                       |
| 麻雀物語2〜激闘!麻雀グランプリ〜                      | 2012年11月 |                                                       |
| ゴルゴ13-薔薇十字団の陰謀-                            | 2013年1月  |                                                       |
| アントニオ猪木が伝説にするパチスロ機                  | 2013年4月  | 平和の携帯サイト連動サービス「打-WIN」を導入          |
| キャッツ・アイ コレクション奪還作戦                   | 2013年5月  |                                                       |
| パチスロ戦国乙女 剣戟に舞う白き剣聖                   | 2013年8月  |                                                       |
| パチスロラブ嬢                                        | 2013年10月 |                                                       |
| シティーハンター                                      | 2014年1月  |                                                       |
| 主役は銭形2                                           | 2014年2月  |                                                       |
| マジックモンスター3 ぶっちぎり!魔界グランプリ         | 2014年4月  |                                                       |
| パチスロ戦国乙女 剣戟に舞う白き剣聖〜西国参戦編       | 2014年6月  |                                                       |
| みどりのマキバオー 届け!!日本一のゴールへ!!           | 2014年7月  |                                                       |
| パチスロ黄門ちゃま 喝                                 | 2015年1月  |                                                       |
| 麻雀物語3 役満乱舞の究極大戦                          | 2015年3月  | 保通協の新ルール試験を通過した初のAT機                |
| デビルサバイバー2 最後の7日間                         | 2015年6月  |                                                       |
| パチスロルパン三世 Royal Road〜金海に染まる黄金神殿〜 | 2015年10月 | 新型筐体採用                                          |
| パチスロガールズ&パンツァー                           | 2015年11月 |                                                       |

### 5.5号機・5.9号機
| 機種名                                             | 発売年月   | 備考                     |
| -------------------------------------------------- | ---------- | ------------------------ |
| パチスロ戦国乙女2 深淵に輝く気高き将星             | 2016年1月  |                          |
| 南国物語                                           | 2016年3月  |                          |
| めぞん一刻 桜の下で                                | 2016年5月  |                          |
| 南国物語スペシャル                                 | 2016年6月  |                          |
| ルパン三世 消されたルパン                          | 2016年8月  |                          |
| パチスロ ロスト プラネット 2                       | 2016年9月  |                          |
| パチスロ TVアニメーション弱虫ペダル                | 2017年1月  |                          |
| パチスロJAWS〜it's a SHARK PANIC〜                 | 2017年2月  |                          |
| パチスロ ゼクスイグニッション                      | 2017年3月  |                          |
| パチスロ黒神 The Animation                         | 2017年5月  |                          |
| パチスロ ガールフレンド(仮）～聖櫻学園メモリアル～ | 2017年7月  |                          |
| パチスロ 戦国乙女 Type-A                           | 2017年8月  |                          |
| パチスロ亜人                                       | 2017年9月  |                          |
| 南国物語 TYPE-A                                    | 2018年1月  | 5.9号機                  |
| 乙女マスターズ 空を翔る白き軌跡                    | 2018年2月  | 5.9号機                  |
| パチスロ不二子 TYPE A+                             | 2018年4月  | 5.9号機                  |
| パチスロ黄門ちゃまV                                | 2018年6月  | 5.9号機                  |
| パチスロルパン三世 世界解剖                        | 2018年7月  | 5.9号機                  |
| パチスロ 戦国乙女 TYPE-A+                          | 2018年11月 | 5.9号機・TYPE A+機第二弾 |

### 6号機以降
| 機種名                                     | 発売年月   | 備考                                            |
| ------------------------------------------ | ---------- | ----------------------------------------------- |
| パチスロ黄門ちゃまV 女神盛                 | 2019年4月  |                                                 |
| パチスロガールズ&パンツァーG               | 2019年7月  |                                                 |
| パチスロラブ嬢2                            | 2019年9月  |                                                 |
| 闘魂継承アントニオ猪木という名のパチスロ機 | 2019年10月 |                                                 |
| パチスロルパン三世 イタリアの夢            | 2019年12月 |                                                 |
| パチスロ青鬼                               | 2020年2月  |                                                 |
| パチスロKING黄門ちゃま                     | 2021年2月  | 6.1号機                                         |
| パチスロ青の祓魔師                         | 2021年3月  |                                                 |
| パチスロラブ嬢2プラス                      | 2021年3月  | 6.1号機                                         |
| パチスロ麻雀物語4                          | 2021年9月  | 6.1号機                                         |
| パチスロ戦国乙女 暁の関ヶ原-DARKNESS-      | 2021年11月 | 6.2号機                                         |
| Sルパン三世                                | 2022年3月  | 6.2号機                                         |
| S黄門ちゃま喝2                             | 2022年8月  | 6.5号機                                         |
| L ToLOVEるダークネス                       | 2024年6月  | スマスロ、オリンピアエステート製、「設定L」搭載 |

出典：パチスロ機種情報（パチンコビレッジ）／機種インデックス（P-WORLD）

## パチンコ機種一覧
| 機種名                           | 発売年月   | 備考                                         |
| -------------------------------- | ---------- | -------------------------------------------- |
| CRプロジェクトミネルヴァ         | 2007年3月  | ゴールドオリンピアブランド、事実上の初参入機 |
| CR元祖!大江戸桜吹雪              | 2008年2月  | オリンピアブランドでの初機種                 |
| CRレジェンドオブピーターパン     | 2008年3月  |                                              |
| CRAポチッと一発!おだてブタ       | 2008年7月  | 羽根モノタイプ、平和ブランド                 |
| CRA叶姉妹危機一髪!               | 2008年12月 |                                              |
| CRドーベルマン刑事               | 2009年3月  |                                              |
| CR及川奈央のフルーツスキャンダル | 2009年8月  |                                              |

## スポンサー活動
- HERO'S - 総合格闘技イベント。2007年の冠スポンサー。
- DREAM - 総合格闘技イベント。平和と交代で冠スポンサーを務めた。